# Microregione di Pouso Alegre
Pouso Alegre è una microregione del Minas Gerais in Brasile, appartenente alla mesoregione di Sul e Sudoeste de Minas.

## Comuni
È suddivisa in 20 comuni:
- Bom Repouso
- Borda da Mata
- Bueno Brandão
- Camanducaia
- Cambuí
- Congonhal
- Córrego do Bom Jesus
- Espírito Santo do Dourado
- Estiva
- Extrema
- Gonçalves
- Ipuiúna
- Itapeva
- Munhoz
- Pouso Alegre
- Sapucaí-Mirim
- Senador Amaral
- Senador José Bento
- Tocos do Moji
- Toledo